# Heteranthera seubertiana
Heteranthera seubertiana är en vattenhyacintväxtart som beskrevs av Hermann Maximilian Carl Ludwig Friedrich zu Solms-Laubach. Heteranthera seubertiana ingår i släktet Heteranthera och familjen vattenhyacintväxter. Inga underarter finns listade.